# 介木村
介木村（けんぎむら）は、かつて愛知県東加茂郡にあった村。
現在の豊田市の一部（旭地区の余平町・太田町・万町町・明賀町・小渡町・時瀬町）に該当する。

## 歴史
- 1889年（明治22年）10月1日 - 余平村、太田村、万町村、明賀村、小渡村、時瀬村が合併し、介木村が発足。
- 1906年（明治39年）5月1日 - 野見村、生駒村、築羽村と合併し旭村が発足。同日廃止。